# Terremoto de Kangra de 1905
O Terremoto de 1905 em Kangra ocorreu no Vale de Kangra e no Distrito de Kangra, em Himachal Pradesh, na Índia em 4 de abril de 1905. O terremoto atingiu magnitude 7,8 na escala de magnitude de onda de superfície e matou mais de 20 000 pessoas. Além disso, a maior parte das edificações das cidades de Kangra, Mcleodganj e Dharamshala foi destruída. O terremoto também teve amplo impacto em Jammu e Caxemira, especialmente no densamente povoado Vale da Caxemira. Um total de 7 000 a 8 000 pessoas morreram em Jammu e Caxemira, com 4 000 a 5 000 mortes ocorrendo no Vale da Caxemira. Houve danos estruturais generalizados em Himachal Pradesh, Jammu e Caxemira e Uttrakhand.

## Antecedentes
O epicentro calculado do terremoto situa-se dentro da zona de falhas de empuxo na extremidade frontal dos Himalaias, formadas pela contínua colisão da Placa Indiana com a Placa Euroasiática. O rebaixamento da subcontinente indiana sob o Tibete ao longo de uma fronteira convergente de 2 500 km, conhecida como Main Himalayan Thrust, resultou na elevação da placa euroasiática sobrejacente, criando assim a longa cadeia de montanhas paralela à zona convergente.

## Características do terremoto
O terremoto de magnitude 7.8–7.9 atingiu a região oeste do Himalaia, no estado de Himachal Pradesh, com profundidade estimada em 6 km ao longo de uma falha de empuxo de mergulho muito raso, provavelmente no Main Himalayan Thrust. A área de ruptura é calculada em 280 km × 80 km. A ruptura não chegou à superfície e, portanto, é considerada um terremoto de falha cega. Um estudo mais recente, em 2005, estimou a zona de ruptura em 110 km × 55 km, ainda sem chegar à superfície.

## Danos
O terremoto atingiu intensidade Rossi–Forel X em Kangra. Cerca de 150 km a sudeste dessa zona, registrou-se intensidade VIII, algo incomum distante do terremoto, na Planície Indo-Gangética, incluindo as cidades de Dehradun e Saharanpur. Foi sentido em intensidade VII em cidades como Kasauli, Bilaspur, Chamba e Lahore.

Cerca de 100 000 construções foram relatadas como demolidas pelo terremoto. Pelo menos 20 000 pessoas morreram, e 53 000 animais domésticos também foram perdidos. Houve também danos significativos à rede de aquedutos nas encostas que abasteciam a região atingida. O custo total de recuperação dos efeitos do terremoto foi calculado em 2,9 milhões de rúpias (1905).